# Острів Жака Кусто
Острів Серральво (ісп. Isla Cerralvo) — загальнопоширена назва, офіційна — Острів Жака Кусто (ісп. Isla Jacques Cousteau), мексиканський острів у Каліфорнійській затоці, біля узбережжя Південної Нижньої Каліфорнії . Назва офіційно змінено 17 листопада 2009 року на честь французького океанографа Жака-Іва Кусто.

## Географія
Острів розташований біля входу в Каліфорнійську затоку, за 65 км на схід від узбережжя Ла-Паса. Від материка його відокремлює протоку Серральво середньою шириною 10 км. Максимальна довжина острова — 29 км, ширина — 7 км. Довжина берегової лінії 68 км, площа острова 136,5 км, що робить його дев'ятим за величиною островом Мексики. Рельєф острова формує центральний гірський ланцюг, складений, в основному, метаморфічними породами . Найвища точка острова досягає 755 м.

## Фауна та флора
Острів вважається важливим місцем проживання деяких видів тихоокеанських риб і неодноразово привертав увагу наукових місій, а 22 червня 2009 року там запрацювала підводна обсерваторія Жака Кусто (ісп. Observatorio Jacques Cousteau de los Mares y Costas en México). Протокою Серральво користуються кити під час міграції до Каліфорнійської затоки.
Крім того, на острові мешкають кілька ендемічних видів:
- ігуана Ctenosaura hemilopha insulana
- ящірки Sceloporus grandaevus та Cnemidophorus ceralbensis[7]
- змії Rhinocheilus etheridgei[8] та Chilomeniscus savagei.

## Історія
Вперше про острів згадує дослідник Фортун Хіменес в 1533 році, називаючи його «острів Сантьяго» (ісп. Isla de Santiago). Назву Серральво острову дав у 1632 році збирач перлів Франциско де Ортега на честь свого покровителя Родріго Пачеко-і-Осоріо, маркіза де Серральво, віце-короля Нової Іспанії. У той час острів населяли індіанці перику та які, що займалися риболовлею.
У 2005 році ЮНЕСКО включила острів Серральво разом з 244 іншими до складу світової спадщини під назвою «Острова та території Каліфорнійської затоки».
Серральво та Каліфорнійська затока неодноразово відвідувала команда Жака-Іва Кусто на борту « Каліпсо» та « Алсіона», і у зв'язку з цим мексиканський уряд ухвалив у 2009 році рішення перейменувати острів на честь знаменитого океанографа. Дослідники, вчені та екологи Нижньої Південної Каліфорнії не прийняли це рішення президента Феліпе Кальдерона. Історик та антрополог Фермін Рейгадас Даль назвав президентське рішення відсутністю поваги до історії та людей країни, з якими не було проведено жодної консультації . Деякі з сенаторів і колишній глава ЮНЕСКО Мігель Леон-Портілья висловилися проти перейменування і вимагали відміни президентського указу .

## Населення
Острів Серральво безлюдний.